# Lockerbie (groupe)
Pour les articles homonymes, voir Lockerbie.
Lockerbie  est un groupe islandais de pop rock et post-rock. 

## Histoire
Lockerbie est l'un des groupes gagnants du concours d'été de Channel 2 et Studio Syria. Le groupe compte quatre membres, et sort son premier album, Ólgusjó, le 7 juin 2011. L'album reçoit 4 étoiles sur 5 dans la critique de Frétablaðin, et est choisi comme album de la semaine sur Rás 2. Le groupe a signé aux labels Record Records en Islande, et Rallye Label au Japon.

## Membres
- Þórður « Doddi » Páll Pálsson - voix, guitare électrique, guitare acoustique, orgue
- Guðmundur Hólm - basse, cor
- Davíð Arnar Sigurðsson - xylophone, piano, orgue
- Rúnar Steinn Rúnarsson - percussions
- Hafsteinn « Haffi » Þráinsson - guitare électrique

## Discographie
- 2011 : Ólgusjó
- 2014 : Kafari